# 吴鼎昌

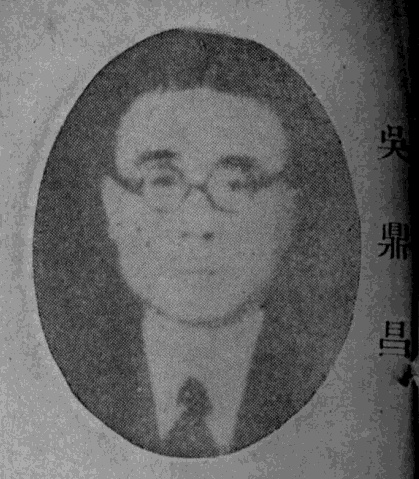
吳鼎昌

吴鼎昌（1884年—1950年8月22日），字达诠，笔名前溪，四川省成都府华阳县人，生於華陽縣，或謂生於綏定府達縣，祖籍浙江吴兴。清末官员，進士，民国初期金融界人物，企业家、官僚。新记大公报投资人，社长，后任南京政府实业部部长、贵州省政府主席。屬政學系。

## 生平

### 早年
吴家世代作“师爷”，受家风影响，早年矢志做官，后留学日本，留学期间加入同盟会，旋即退出。回国应清廷廷试，授翰林院检讨。此后又进入大清银行。

### 转战金融界
辛亥革命后，吴鼎昌当选为全国工商会议副议长，参加进步党。1914年任造币厂总裁。次年，被袁世凯授予上大夫衔。袁世凯死后，投靠段祺瑞，先后任中国银行总裁、盐业银行总经理。1918年，段祺瑞组织安福俱乐部，为院外评议员、财政部次长、南北和谈的北方代表，成为总代表朱启钤的智囊人物。1920年7月，安福系失败，被直系军阀吴佩孚列为祸首，驱出政坛，仍用盐业银行进行活动，组成盐业、金城、中南、大陆四行联合营业事业所，任储蓄会主任，发行钞票，吸收军阀存款，为北洋军阀解决财政困难，为自己攫取高额利润，成为金融界巨头。，后随着安福系倒台而丢官。转而投身报业。

### 入主《大公报》
1924年找到昔日留学老友张季鸾、胡政之二人，提议办新闻机构：出一张日报、一份周刊，并办一家通讯社。计划出资5万，办不拉政治关系、不收外股的独立商业报刊。但由于张季鸾所在《中华新报》迅速倒闭，张北上出任陇海铁路会办，此议搁置。
1925年，国闻通讯社与《国闻周报》陷入困境，胡政之遂寻求吴鼎昌帮助，吴此后每月出资300--400元维持，并在此刊物上不定期发表文章。
1926年，中原战事吃紧，张季鸾失去陇海铁路会办之职，蛰居天津。胡政之邀其主持国闻周报，张没有答应。时逢《大公报》停刊，于是三人再次合议办报。
1926年9月吴鼎昌、张季鸾、胡政之合组新记公司，接办《大公报》。吴鼎昌任社长，胡政之任经理兼副总编，张季鸾任总编辑兼副经理。名为合组公司，实际上只是吴鼎昌一人出资5万元，胡、张二人出劳力（以后还给重要骨干送荣誉股）。

### 再入仕途
1931年进入“国防设计委员会”。
1935年12月，吴鼎昌出任南京政府实业部部长，辞去《大公报》社长一职。
1937年11月抗日战争爆发后至1944年12月，任贵州省政府主席、滇黔绥靖公署副主任、贵州全省保安司令，佩上将军衔。
1945年1月离黔，先后任国民政府文官长兼中国国民党中央设计局秘书长。期间建议蒋中正邀毛泽东来渝和平谈判，后来双方签双十协定。1948年被选为总统府秘书长等。国共内战末期，吴鼎昌被共产党方面列入战犯名单。1949年1月去职，赴香港。
1950年8月22日，吴鼎昌在香港去世。

## 评价及影响
吴鼎昌组新记公司，与张季鸾胡政之购入《大公报》，开创了《大公报》的历史新纪元，并将其办为被后来新闻史学界给予
极高评价的商业独立报刊。
吴鼎昌主持黔政期间，正值抗日战争期间，而贵州则是战略后方之一。吴鼎昌提出开发贵州、支援大西南的口号。首先将官僚资本引入贵州，组织贵州企业公司及农工商调整委员会，继而在贵州建立起各种地方官僚资本企业，包括化工、煤矿、商业等各种行业约20家，投资金额数亿元。从而使素有“人无三分银”的贵州成为商贾云集、经济流通的后方基地，有力地促进了贵州生产力的发展。吴鼎昌还注重发展教育，创办贵州大学、贵阳医学院及贵阳师范学院。

## 著作
- 《赣宁战祸之原因》
- 《中国经济政策》
- 《花溪闲笔》